# Jüdische Landschulheime
Jüdische Landschulheime existierten in Deutschland überwiegend zwischen 1933 und 1938. Sie entstanden in der Folge der zunehmenden Ausgrenzung jüdischer Kinder, Jugendlicher und Lehrkräfte aus dem deutschen Schulwesen durch die nationalsozialistischen Machthaber.

## Geschichte
Nach der Systematik der Erziehungswissenschaftlerin Hildegard Feidel-Mertz gab es in der Zeit des Nationalsozialismus in Deutschland insgesamt nur drei Jüdische Landschulheime:
- Jüdisches Landschulheim Herrlingen
- Jüdisches Kinder- und Landschulheim Caputh
- Jüdisches Landschulheim Coburg

Feidel-Mertz erwähnt noch die Samson-Schule in Wolfenbüttel, die sich in den 1920er Jahren schon als jüdisches Landschulheim definiert hatte, doch bereits 1928 schließen musste. Nicht erwähnt wird bei ihr das 1919 gegründete Landjugendheim Halbe, dessen Selbstverständnis reformpädagogisch geprägt war, das aber vermutlich nur wenige Jahre existierte und kaum Spuren hinterlassen hat. Das Internat Kristinehov ließe sich ebenfalls als Jüdisches Landschulheim begreifen, doch Feidel-Mertz führt es ausschließlich unter den von ihr erforschten Schulen im Exil.
Alle zuvor genannten Einrichtungen spielen in Joseph Walks Buch Jüdische Schule und Erziehung im Dritten Reich, in dem er auch noch die Private Waldschule Kaliski den Landschulheimen zurechnet, keine oder nur eine marginale Rolle im Kontext seiner knappen Darstellung über private jüdische höhere Schulen. Er begegnet ihnen zudem mit einer gewissen Skepsis: „Da sie aber größtenteils auf das Schulgeld ihrer Zöglinge angewiesen waren – nur Herrlingen und Caputh erhielten finanzielle Zuwendungen von der Reichsvertretung […] – waren sie im wesentlichen den Kindern wohlhabender Eltern vorbehalten. […] In der auch publizistisch geführten Diskussion: ›Gemeindeschule oder Privatschule?‹ stand das moralische Recht auf Seiten der Verfechter eines der öffentlichen Kontrolle unterworfenen Schulwesens, welches die Interessen der jüdischen Gemeinschaft und die Bedürfnisse der jüdischen Erziehung allen anderen Beweggründen voranzustellen bereit war.“ Dass die jüdischen Landschulheime – ebenso wie ihre nichtjüdischen Pendants – vorwiegend etwas für Kinder wohlhabender Eltern seien, war ein durchaus nachvollziehbarer Vorwurf, dem sich auch die Schulen im Exil häufig ausgesetzt sahen. 
Mehr Aufmerksamkeit in der Forschung und eine andere Akzentuierung in der Auseinandersetzung mit ihnen haben die Jüdischen Landschulheime erst durch die Arbeiten von Feidel-Mertz gefunden, die bekannte, erstmals durch ein 1981 geführtes Interview mit Kurt und Alice Bergel von der Existenz dieser Landschulheime erfahren zu haben. 
Nach Feidel-Mertz liegen die Anfänge der drei genannten Einrichtungen allesamt vor 1933 und haben sich erst danach zu spezifisch jüdischen Einrichtungen entwickelt oder entwickeln müssen. Sie waren Bildungseinrichtungen für Kinder aus vorwiegend assimilierten jüdischen Elternhäusern, die erst durch die Machtübernahme der Nationalsozialisten gezwungen waren, sich in zunehmendem Maße mit ihrem Jüdischsein zu beschäftigen – bedingt durch die sich ständig steigernde Diskriminierung im Alltag und die baldige Verdrängung jüdischer Kinder und Jugendlicher aus den öffentlichen Schulen. Gleiches galt auch für die jüdischen Lehrer, denen ihre Berufsausübung an staatlichen Schulen aufgrund des Gesetzes zur Wiederherstellung des Berufsbeamtentums untersagt worden war. Jüdische Schulen, ob Tagesschulen oder Landschulheime, wurden dadurch zwangsläufig zu Auffangeinrichtungen für jüdische Schüler und jüdische Lehrer.

Landschulheime waren, ähnlich wie die Schulen im Exil, aber auch im besonderen Maße dafür geeignet, die sozialen Verwerfungen abzufedern, denen jüdische Familien unter dem Druck der äußeren Verhältnisse ausgesetzt waren.

„Darüber hinaus erzeugten unter dem wachsenden Zwang zur Emigration sich immer häufiger auflösende, teilweise zerrüttete Familienverhältnisse eine zunehmende Nachfrage nach Heimschulen, in denen die Kinder aufgehoben waren, wenn ihre Eltern sich trennten oder auf verschiedenen Wegen alles daran setzten, ihre Auswanderung vorzubereiten.“

Die Jüdischen Landschulheime waren überwiegend an reformpädagogischen Erziehungsvorstellungen und -praktiken orientiert und in der deutschen Kultur verankert. Diese Grundausrichtung musste vereinbart werden mit einer Hinführung zum Judentum, das vielen Kindern (und vielen ihrer Lehrer) noch fremd war. Hugo Rosenthal leitete daraus für die Jüdischen Landschulheime einen Bildungsauftrag ab, dem sich faktisch alle Einrichtungen stellen mussten:
„1. Heimischmachung der Kinder im deutschen und jüdischen Kulturkreise.
2. Ihre sprachliche Vorbereitung auf eine eventuelle Auswanderung.
3. Vorbereitung auf handwerkliche, gärtnerische und hauswirtschaftliche Ausbildung im Rahmen der beruflichen Umschichtung der Juden.“
In der Umsetzung in den schulischen Alltag bedeutete dies, dass die Jüdischen Landschulheime mehr bieten mussten als nur Unterricht; sie waren gefordert als „ein zweites Zuhause ‚auf Zeit‘, was an die Lehrkräfte vielfach ungewohnte Anforderungen stellte, die sie zusätzlich als Hausmütter und -väter erzieherisch ‚rund um die Uhr‘ beanspruchten“. Für Feidel-Mertz steht außer Frage, dass dies nur gelingen konnte im Rückgriff auf reformpädagogische Ansätze „in der Tradition des liberalen Flügels der Landerziehungsheimbewegung“. Über deren klassische Elemente seien die Jüdischen Landschulheime aber hinausgegangen.

„Sie entwickelten und praktizierten vielmehr durchaus eigenständige konzeptionelle Varianten einer gelungenen Synthese zwischen den vom Kinde ausgehenden reformpädagogischen Ansätzen und der von den Zeitumständen geforderten Erziehung zum selbstbewußten Mitglied der verfolgten jüdischen Gemeinschaft. Das geschah in den drei Landschulheimen auf zum Teil unterschiedliche, originelle weise, die jeweils nicht zuletzt – wie generell auch in den Landerziehungsheimen – von den sie prägenden Persönlichkeiten und dem landschaftlichen und sozialen Umfeld abhängig war.“

Feidel-Mertz ging gar so weit, die Jüdischen Landschulheime als Orte zu betrachten, in denen die im nationalsozialistischen Deutschland aus dem Erziehungswesen verdrängte Reformpädagogik in einer Art Inneren Emigration für eine begrenzte Zeit weiterleben konnte. Zugleich aber wandte sie sich gegen die Auffassung, dass die Schulen im Exil die bruchlose Fortsetzung der Jüdischen Landschulheime gewesen seien.

„Zwar gab es zwischen den jüdischen Landschulheimen und den Exilschulen nachgewiesene personelle Kontakte durch den Wechsel von Lehrkräften und Kindern von den einen zu den anderen sowie vergleichbare inhaltliche und methodische Ansätze. Aber die bewußte und intensive Auseinandersetzung mit dem Judentum, das sich Kinder wie Erwachsene erst wieder als Bestandteil ihrer ‚doppelten Identitäit‘ aneignen mußten, wurde vornehmlich von den jüdischen Landschulheimen — wie von dem sich erneuernden jüdischen Erziehungs- und Bildungswesen überhaupt — im nationalsozialistischen Deutschland geleistet.“